# عبد العليم صديق
عبد العليم صديق (3 أبريل 1892 - 22 أغسطس 1954)؛ عالم دراسات إسلامية هندي-باكستاني.

## مولده
وُلد مولانا محمد عبد العليم صديق في شهر رمضان، في 3 أبريل 1892 (15 رمضان 1310)، في ميروت الهند، وترعرع في عائلة كانت متدينة ومخلصة. وهو من نسل أبو بكر الصديق، الخليفة الأول للإسلام. منذ صغره، كان والده محمد عبد الحكيم ووالدته مصدر إلهامه ومصدرًا للإرشاد والتعليم في تعاليم الإسلام.

## تعليمه
لقد كان طفلاً ذكياً للغاية ولديه قدرة فكرية تتجاوز سنواته. لقد حفظ القرآن الكريم ببراعة عندما كان عمره 4 سنوات فقط. كان لديه أيضًا مهارة خطابية رائعة، وفي سن التاسعة، ألقى أول خطاب علني له في جامع ميروت، حيث أبهر الجمهور ببلاغته الجذابة.
كان لديه حب وتعطش رائع للمعرفة. في سن 16، تخرج بدرجة وشهادة في اللاهوت الإسلامي. ثم تابع الدراسات اللاهوتية في العلوم الحديثة والقانون. كما اكتسب معرفة متقدمة في علوم القرآن والحديث والتصوف والفقه الإسلامي للمذهب الرئيسي الأربعة. ومن بين أساتذته الشيخ أحمد الشمس من المغرب والشيخ السنوسي من ليبيا ومولانا عبد الباري من فرانجي محل ومولانا أحمد مختار صديق (شقيقه). لقد حقق تطوراً لاهوتياً وروحانياً إسلامياً كبيراً بتوجيه من مولانا أحمد رضا خان، عالم إسلامي محترم وسيد صوفي عظيم.

## حياته
سافر مولانا عبد العليم صديق بشكل مستمر لمدة 40 عامًا إلى جميع أنحاء العالم حتى غطت جهوده للإصلاح الروحي وتنوير الإنسانية جزءًا كبيرًا من العالم. تشمل البلدان التي زارها الحجاز وسنغافورة وماليزيا وإندونيسيا وتايلاند وبورما وفيتنام وسيلان والصين واليابان والفلبين وموريشيوس ومدغشقر وجنوب إفريقيا وكينيا وتنزانيا وبلجيكا ومصر وسوريا وفلسطين والأردن والعراق، فرنسا، إنجلترا، جزر الهند الغربية، غيانا، ترينيداد وتوباغو، سورينام، الولايات المتحدة الأمريكية وكندا.

## أعماله
لقد كان كاتباً وشاعراً وعظيماً وعالماً في الإسلام والعلوم الحديثة، وقد اشتهر في جميع أنحاء العالم بتوجيهه الروحي ونشره رسالة الأمل والسلام. كانت مساهمته في الخطابات الأدبية والأكاديمية مذهلة أيضًا. في عام 1935، في مومباسا (كينيا)، التقى مولانا عبد العليم صديق مع المفكر الأوروبي الشهير، السير جورج برنارد شو، وتمتعوا بتبادل رائع للأفكار حيث اتصل السير جورج برنارد شو باسم مولانا عبد العليم صديق. ألقى المئات من المحاضرات ووجد أيضًا وقتًا لكتابة العديد من الكتب والشعر الإسلامي باللغة الأردية والإنجليزية.
جاء إلى سنغافورة في عام 1930 لنشر رسالة وجمال الإسلام. عمل بجد في قضية الإسلام وألقى العديد من المحاضرات في سنغافورة وجذب الكثير من الناس إلى الإسلام. كان رائدًا في تأسيس جمعية التبشير الإسلامية في جميع الملايو، والتي تُعرف الآن بالجمعية، في عام 1932. كما كان رائدًا في تأسيس المنظمة بين الأديان لتعزيز التفاهم بين الديانات وتعزيز روح ورسالة السلام. بين أهل سنغافورة. في حفل افتتاح، في 18 مارس 1949 في قاعة فيكتوريا التذكارية، ألقى مولانا عبد العليم صديق خطابًا ملهمًا، حيث قال، فيما يتعلق بالشرور المشتركة والمبادئ الأخلاقية المقبولة، لا يمكن لأي دين أن يكون له أي فرق، وبروح من التسامح والتعاطف والرغبة في إقامة السلام، كلهم ككيان واحد. كانت مهمة الزعماء الدينيين هي السماح لأتباع كل دين بمعرفة تعاليم الديانات الأخرى، حتى تعمل روح الزمالة معًا لنشر المبادئ الأخلاقية المقبولة ومحاربة الشرور المشتركة.
عمل مولانا عبد العليم صديق بتفانٍ واحدة في قضية الإسلام والإنسانية. تلقى مئات الآلاف من الأشخاص الذين ينتمون إلى أعراق وقوميات متنوعة في آسيا وأفريقيا وأوروبا وأمريكا بركات روحية من خلال شخصيته الديناميكية والمليئة بالحيوية. نشأت العديد من المساجد والجمعيات الإسلامية التبشيرية والمدارس والمستشفيات والمكتبات والعيادات ودور الأيتام والدوريات الإسلامية في أعقاب عمله التبشيري الخالد.
كان مولانا عبد العليم صديق أحد الأسس الاستثنائية التي تجسد بطريقة مميزة الأسباب التي يعتز بها ويدعمها، وتشكل عماله من أجل القضية علامة بارزة في تاريخ البشرية. ارتفعت روحه النبيلة وراء حدود الأرض والعرق. كان الجانب الأكثر تميزا من شخصيته هو المغناطيسية الروحية التي أشعها والتي أسرت عقول وقلوب كل من عبر طريقه.
ولقد بدأ بإنشاء مسجدا في سنغافورة باسمه وهو مسجد عبد العليم صديق عام 1953. ولقد تتلمذ على يديه محمد فضل الرحمن الأنصاري.

## وفاته
في 22 أغسطس 1954 (22 ذي الحجة)، عن عمر 63 عامًا، بعد زيارته الأخيرة لمقبرة النبي الحبيب (صلى الله عليه وسلم)، توفي مولانا محمد عبد العليم صديق هذا العالم إلى الآخرة - استراح جسده بسلام في جنة البقيع في المدينة المنورة.